# Antonio Brancaccio
Antonio Brancaccio, italijanski politik in sodnik, * 26. avgust 1923, Maddaloni, † 26. avgust 1995, Göttingen.
Brancaccio je med 17. januarjem in 8. junijem 1995 bil minister za notranje zadeve Italijanske republike.